# لیه ایرز
لیه ایرز (انگلیسی: Leah Ayres؛ زادهٔ ۲۸ مهٔ ۱۹۵۷) هنرپیشه اهل ایالات متحده آمریکا است. وی بین سال‌های ۱۹۷۹ تا ۱۹۹۸ میلادی فعالیت می‌کرد.

## گزیده فیلمشناسی
- اینطور چیزها (۱۹۷۹)
- سوزان (۱۹۸۱)
- خیابان جامپ شماره ۲۱ (۱۹۸۷)
- رینگ خونین (۱۹۸۸)
- بازیگر (۱۹۹۲)
- متأهل… بچه‌دار (۱۹۹۲)